# Recopa Sudamericana 1994
La Recopa Sudamericana 1994 fue la sexta edición del torneo organizado por la Confederación Sudamericana de Fútbol que enfrentaba al campeón de la Copa Libertadores de América con el campeón de la Supercopa Sudamericana.
Frente al doble título obtenido por São Paulo de Brasil en la Copa Libertadores 1993 y la Supercopa Sudamericana 1993, la Conmebol determinó, de manera excepcional, que el conjunto tricolor dispute la competición ante el campeón de la Copa Conmebol 1993, que fue Botafogo. Los equipos se enfrentaron en un único encuentro disputado el 3 de abril de 1994 en el Estadio Conmemorativo de la Universiada de la ciudad de Kōbe, Japón, donde São Paulo terminó llevándose la victoria y alcanzando su segundo título en el certamen tras vencer por 3-1.
Erróneamente, esta edición ha sido registrada por Rec.Sport.Soccer Statistics Foundation (RSSSF) como correspondiente a la temporada 1993, lo cual no es efectivo, ya que la Confederación Sudamericana de Fútbol (Conmebol) confirmó en 2007 que se trata de la edición de 1994 del torneo internacional.

## Equipos participantes
| Botafogo  |  | Bandera de Brasil |  | Campeón de la Copa Conmebol (1993)                                           |
| São Paulo |  | Bandera de Brasil |  | Campeón de la Copa Libertadores (1993) y de la Supercopa Sudamericana (1993) |

## Sede
| Japón                                                                                                |                                         |
| Ciudad                                                                                               | Estadio                                 |
| Kōbe                                                                                                 | Estadio Conmemorativo de la Universiada |
| Night view of the CBD · Nankin-machi · Ikuta Shrine · The Former Thomas House · Akashi Kaikyo Bridge |                                         |
| 45 000 espectadores                                                                                  |                                         |

## El partido
| Bandera de Brasil | vs. | Bandera de Brasil |
| São Paulo 3       | vs. | Botafogo 1        |

| 3 de abril de 1994 | São Paulo                                 | 3:1 (1:0) | Botafogo                  | Estadio Conmemorativo de la Universiada, Kōbe |                                    |
|                    | Leonardo 12' · Guilherme 73' · Euller 87' |           | 68' (pen.) Roberto Cavalo | Árbitro(s): Juan Francisco Escobar            | Árbitro(s): Juan Francisco Escobar |

| 1          | POR        | Zetti         |     |
| 2          | DEF        | Vítor         |     |
| 3          | DEF        | Válber        |     |
| 4          | DEF        | Júnior Baiano |     |
| 6          | DEF        | André Luiz    |     |
| 5          | MED        | Doriva        |     |
| 8          | MED        | Cafú          | 88' |
| 9          | MED        | Palhinha      | 59' |
| 10         | MED        | Leonardo      |     |
| 7          | DEL        | Euller        |     |
| 11         | DEL        | Guilherme     |     |
| Entrenador | Entrenador | Telê Santana  |     |

| 1          | POR        | Wágner          |     |
| 4          | DEF        | André           |     |
| 3          | DEF        | Wilson Gottardo |     |
| 2          | DEF        | Perivaldo       |     |
| 5          | DEF        | Márcio Borges   |     |
| 6          | MED        | Eduardo         |     |
| 7          | MED        | Fabiano         | 46' |
| 8          | MED        | Roberto Cavalo  |     |
| 10         | MED        | Grizzo          | 77' |
| 11         | MED        | Sérgio Manoel   |     |
| 9          | DEL        | Túlio Maravilha |     |
| Entrenador | Entrenador | Dé              |     |

| 15 | MED | Juninho Paulista | 59' |
| 14 | MED | Axel             | 88' |

| 15 | DEL | Róbson          | 46' |
| 16 | DEL | Marcelo Carioca | 77' |

| Anotado | 12' | Leonardo  |
| Anotado | 73' | Guilherme |
| Anotado | 87' | Euller    |

| Anotado · Penal | 68' | Roberto Cavalo |

| Árbitro | Juan Francisco Escobar |

| 1          | POR        | Zetti         |     |
| 2          | DEF        | Vítor         |     |
| 3          | DEF        | Válber        |     |
| 4          | DEF        | Júnior Baiano |     |
| 6          | DEF        | André Luiz    |     |
| 5          | MED        | Doriva        |     |
| 8          | MED        | Cafú          | 88' |
| 9          | MED        | Palhinha      | 59' |
| 10         | MED        | Leonardo      |     |
| 7          | DEL        | Euller        |     |
| 11         | DEL        | Guilherme     |     |
| Entrenador | Entrenador | Telê Santana  |     |

| 1          | POR        | Wágner          |     |
| 4          | DEF        | André           |     |
| 3          | DEF        | Wilson Gottardo |     |
| 2          | DEF        | Perivaldo       |     |
| 5          | DEF        | Márcio Borges   |     |
| 6          | MED        | Eduardo         |     |
| 7          | MED        | Fabiano         | 46' |
| 8          | MED        | Roberto Cavalo  |     |
| 10         | MED        | Grizzo          | 77' |
| 11         | MED        | Sérgio Manoel   |     |
| 9          | DEL        | Túlio Maravilha |     |
| Entrenador | Entrenador | Dé              |     |

| 15 | MED | Juninho Paulista | 59' |
| 14 | MED | Axel             | 88' |

| 15 | DEL | Róbson          | 46' |
| 16 | DEL | Marcelo Carioca | 77' |

| Anotado | 12' | Leonardo  |
| Anotado | 73' | Guilherme |
| Anotado | 87' | Euller    |

| Anotado · Penal | 68' | Roberto Cavalo |

| Árbitro | Juan Francisco Escobar |

|                              |
| Bandera de Brasil            |
| Campeón São Paulo 2.º título |